# 拉金峰

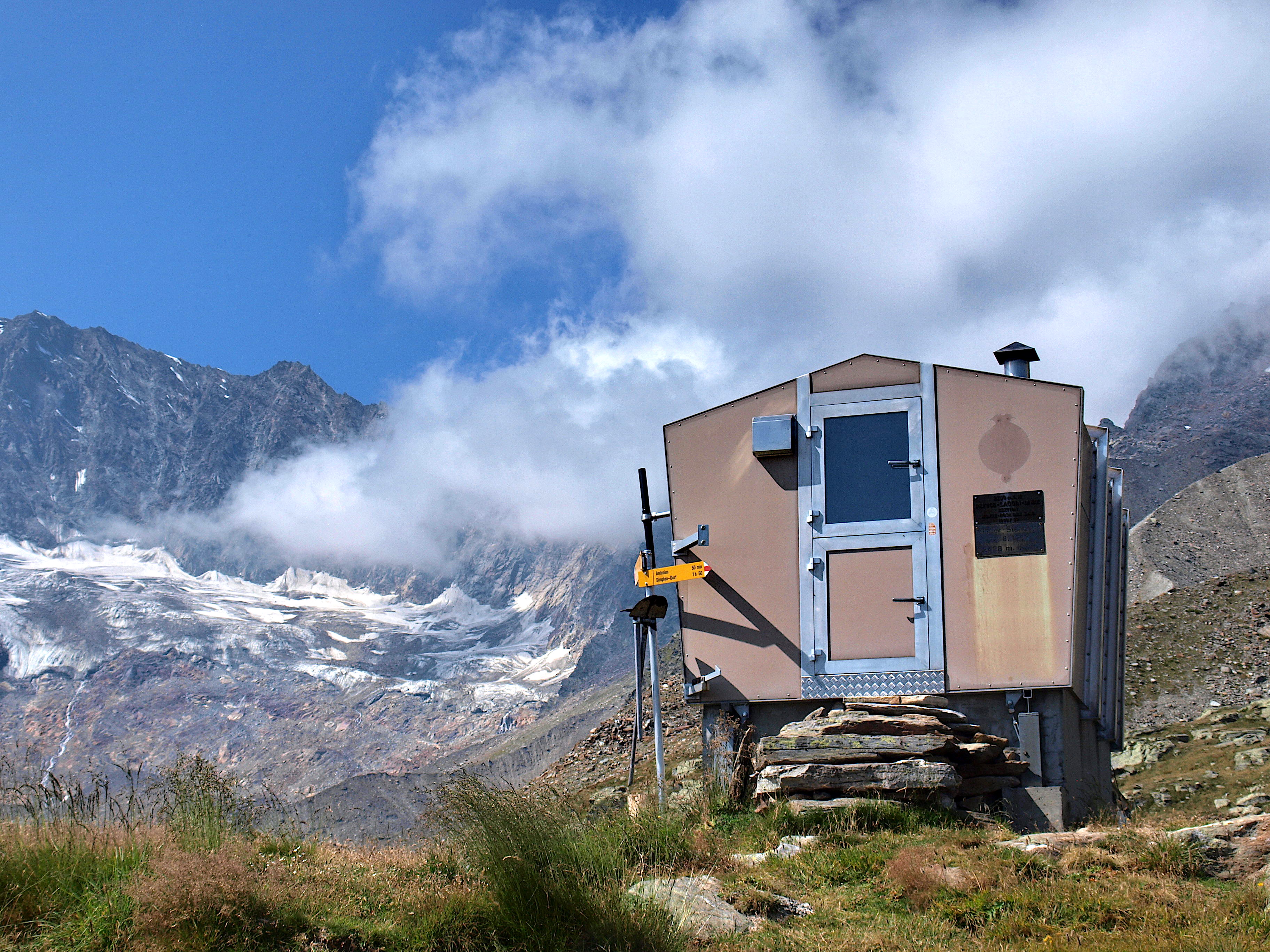
Laggin bivouac（2425米）

拉金峰（德語：Lagginhorn；4,010米）是瑞士彭尼内山的一座山。它位于比它稍高的魏斯米斯山和弗萊奇峰北面几公里处。
拉金峰是主阿尔卑斯山脉中海拔四千余米的山峰的辛普朗山口前最后一座山。它也是瑞士四千余米的山峰中最矮的一座山。
第一次攀登在1856年8月26日，由Edward Levi Ames和其他三个英国人与萨斯格伦德当地牧师Johann Josef Imseng、Franz Andenmatten和其他三个向导完成。

## 棚屋
- 魏斯米斯棚屋（2,726米）
- Berghaus Hohsaas（3,100米）
- Laggin Bivouac（2,425米）